# باول براون (مذيع أخبار)
باول براون (بالإنجليزية: Paul Brown)‏ هو مذيع أخبار بريطاني، ولد في 1950 في ويلز في المملكة المتحدة، وتوفي في 14 نوفمبر 1997.